# FireEye
FireEye è un'azienda statunitense di sicurezza di reti informatiche che fornisce protezione di tipo forense da minacce informatiche, malware e phishing.

## Storia
Fondata nel 2004 a Milpitas, in California, ha più di 4 400 clienti in 67 nazioni, tra cui più di 650 nell'elenco Forbes Global 2000. È la prima società di sicurezza informatica con una certificazione del dipartimento di sicurezza interna statunitense.

## Prodotti e servizi
- Central Management System
- Dynamic Threat Intelligence